# 稲田太陽
稲田　太陽（いなだ たいよう、2006年3月7日 - ）は、北海道出身のプロ野球選手（捕手）。右投右打。くふうハヤテベンチャーズ静岡所属。

## 経歴
小学校時代は旭川中央ファイターズJrでプレーした。
中学時代は旭川大雪ボーイズでプレーした。2学年上に松浦慶斗がいた。
旭川実業高等学校に進学するが、1年で中退し上田剛史が創設した東京カラーズに入団した。旭川実業高等学校の2学年上に田中楓基がいた。
2023年途中より北海道ベースボールリーグに所属している旭川BeːStarsに入団した。2年目より内野手から捕手に転向した。
前年よりウエスタン・リーグに参入したくふうハヤテベンチャーズ静岡のトライアウトに参加し、2024年12月16日に入団が発表された。背番号は2。